# Eduard Schönecker
Eduard „Edi“ Schönecker (* 22. Januar 1885; † 6. April 1963) war ein österreichischer Fußballspieler, Leichtathlet, Baumeister und Beamter.
Er lief 1904 in der österreichischen Fußballnationalmannschaft auf, nahm an den Sprintbewerben der Olympischen Spiele 1908 in London teil und erbaute unter anderem die Fußballstadien auf der Pfarrwiese und der Hohen Warte, dem bei seiner Erbauung größten Stadion auf dem europäischen Kontinent.

## Leben und Karriere
Eduard Schönecker spielte gemeinsam mit seinem jüngeren Bruder Dionys Schönecker beim SK Rapid Wien in Rudolfsheim. Seinen größten Erfolg als Vereinsspieler erlebte der rechte Außenstürmer am 21. Juni 1903, als man im Relegationsspiel den Deutschen SV mit 3:0 schlug und Rapid damit erstmals erstklassig wurde. Am 2. Juni 1904 wurde er überdies in die österreichische Nationalmannschaft einberufen, unterlag allerdings in Budapest Österreichs großen Rivalen Ungarn mit 0:3. Als einer der schnellsten Läufer Cisleithaniens war Eduard Schönecker nicht nur ein berühmter Flügelspieler, bei den Olympischen Spielen 1908 durfte er Österreichs Farben überdies in den Sprintwettbewerben vertreten. Nach einem vierten Platz im Vorlauf der 100 Meter sowie einem dritten Platz im Vorlauf der 200 Meter schied er bereits früh knapp aus.
Nachdem Eduard Schönecker seine Sportlerkarriere abgeschlossen hatte, machte er sich der diplomierte Architekt als Erbauer von Sportstadien verdient. Für seinen ehemaligen Verein, der unter seinem Bruder als Trainer zwölf Meistertitel gewinnen sollte, erbaute er ein neues Stadion auf der Pfarrwiese, welches 20.000 Zuschauer fasste. Es wurde am 2. Oktober 1920 mit einem 6:4 über den Floridsdorfer AC eingeweiht. Bereits die ursprüngliche Tribüne am Rapid-Platz war nach Plänen Schöneckers 1912 entstanden. Die Pfarrwiese blieb bis 1977 Heimstätte der Rapid und wurde vom Weststadion abgelöst, welches ebenfalls von einem ehemaligen Rapid-Spieler – Gerhard Hanappi – erbaut wurde. Überdies arbeitete der ehemalige Fußballer zur selben Zeit am neuen Heimstadion der Vienna auf der Hohen Warte. Bei seiner Eröffnung am 19. Juni 1921 mit einem 2:1 der Vienna über Hakoah galt das Stadion mit 90.000 Plätzen als größtes Fußballstadion auf dem Kontinent, wobei bei einigen Spielen weitaus mehr Besucher anwesend waren. Das Stadion ist bis heute in Verwendung, aber mittlerweile auf 7.000 Plätze adaptiert. Er wurde am Baumgartner Friedhof bestattet. Das Grab ist bereits aufgelassen.